# Teritoriile recuperate

Harta Poloniei mai înainte de 1938 (cu gri este evidenţiată regiunea cedată URSS, iar cu roz Teritoriile Recuperate

Teritoriile Recuperate ori Redobândite (în limba poloneză: Ziemie Odzyskane) a fost termenul oficial folosit de Republica Populară Polonă pentru descrierea regiuniile care aparținuseră Germaniei mai înainte de a doua conflagrație mondială plus Orașul Liber Danzig și care au devenit parte a Poloniei după încheierea acestui război. Aceste teritorii au fost considerate „redobândite” deoarece ele au făcut parte (sau au fost fiefuri) ale statului polonez în diferite perioade istorice, în principal în timpul Dinastiei Piaștilor. De-a lungul timpului, aceste regiuni au fost germanizate prin colonizare (Ostsiedlung) și expansiune politică (Drang nach Osten).
Marea majoritate a locuitorilor de etnie germană au fost strămutați sau au fugit din teritoriile în discuție în ultimele faze ale războiului și imediat după încheierea luptelor, deși în Polonia a mai rămas o serie de germani. În aceste teritorii au fost colonizați de către autoritățile comuniste polonezi originari din Polonia centrală și din diaspora, dar și cu ucraineni și cu alți minoritari în timpul Operațiunii Vistula, ca și polonezi „repatriați” cu forța din regiunile cedate URSS-ului. Autoritățile germane au depus eforturi pentru ștergerea urmelor culturii și istoriei germane, înlocuind-se nume de localități, inscripții și monumente. 
Granița postbelică germano-poloneză (linia Oder-Neisse) a fost recunoscută de Germania Răsăriteană în 1950 și de Germania de Vest în 1970 prin Tratatul de la Varșovia și a fost recunoscută de Germania unită prin Tratatul de frontieră din 1990. 

## Perioada până în 1945
Vedeți și: Istoria Poloniei

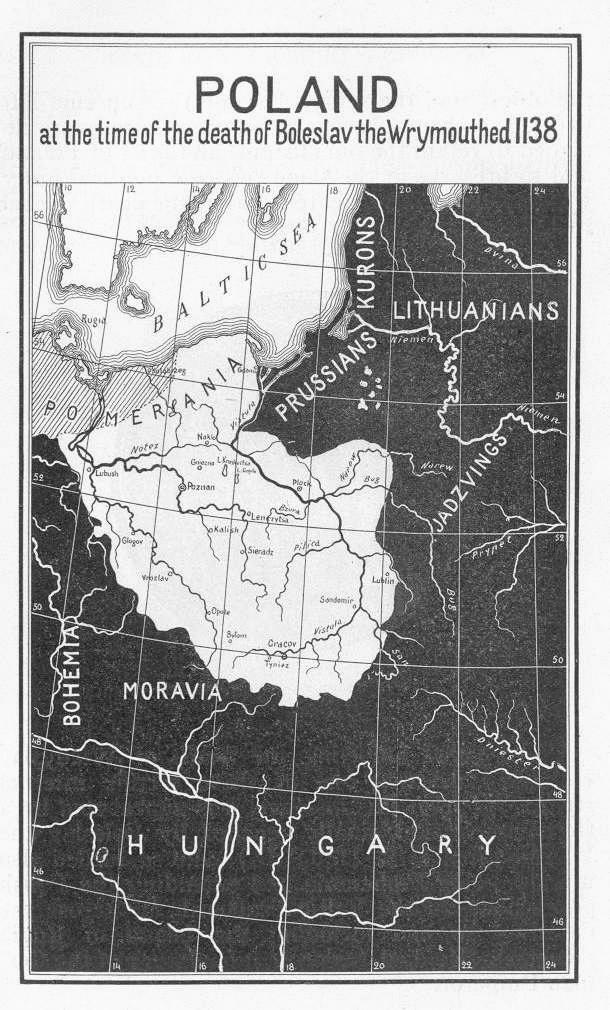
Harta Poloniei la Moartea lui Boleslaw al III-lea – publicată în 1917 în SUA

Regiunea pe care o ocupă astăzi Polonia a fost locuită de triburile slavilor occidentali încă din secolul al VI-lea. Mieszko I, care își stabilise capitala la Gniezno a reușit să unească triburile vecine în a doua jumătate a secolului al X-lea, creând astfel primul stat polonez, fiind considerat primul duce al dinastiei Piaștilor. Teritoriul pe care în controla Mieszko I acoperea cu aproximație regiunea care avea să fie numită mai târziu „Teritoriile Recuperate”, cu excepția regiunea Warmian-Masuriană a Prusiei Vechi și a  Luzaciei. 

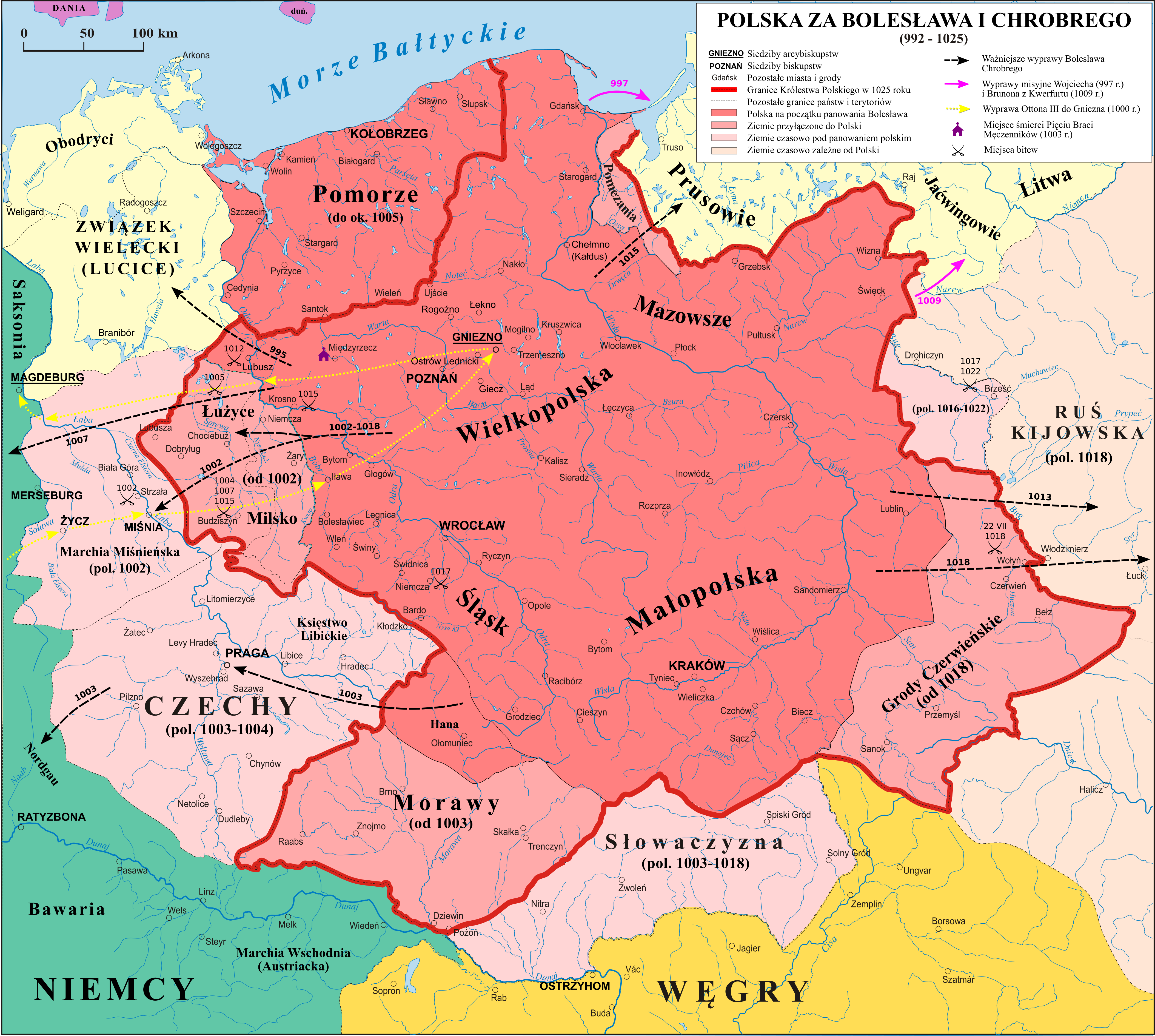
Polonia primilor Piaști în momentul de maximă întindere teritorială 992 – 1018

Fiul și succesorul lui,  Boleslau I cel Viteaz a reușit ca, după semnarea Păcii de la Bautzen, să extindă granițele statului spre sud, dar a pierdut controlul asupra Pomeraniei apusene și a țărmului Mării Baltice. După o perioadă de pierderi teritoriale, revolte păgâne și invazia vecinilor din Boemia de la începutul secolului al XIV-lea, Kazimierz I Odnowiciel a reușit să reunifice cea mai mare parte a teritoriilor piaste, inclusiv Silezia și a regiunea Lubusk / Lebus (regiunea cursului mijlociu a Oderului), dar fără Pomerania apuseană, care a devenit parte a Poloniei doar în timpul lui  Bolesław al III-lea Wrymouth în 1116 (în 1121 avea să fie format însă Ducatul Pomeraniei, sub conducerea Casei ducale de Griffin). După moartea lui Boleslaw, succesorii lui au intrat în conflict, statul polonez suferind un nou proces de fragmentare, care a durat aproximativ 200 de ani. Vladislav I cel Scurt a reușit să reunifice parțial vechile teritorii și a fost încoronat Rege al Poloniei în 1320, dar ducatele Sileziei și Mozovia au rămas în continuare independente. 
De-a lungul secolelor XII-XIV, coloniștii germani, olandezi și flamanzi au început să se mute spre răsărit în Europa Centrală și Răsăriteană într-un proces de migrațiune cunoscut ca Ostsiedlung. În regiunile Pomeraniei, Brandenburgului, Prusiei Răsăritene și Sileziei, slavii au devenit minoritari în cursul secolelor următoare, deși un număr important de locuitori slavi au rămas în regiuni precum Silezia Superioară. În Polonia Mare și Pomerania răsăriteană, coloniștii germani au rămas o minoritate de-a lungul timpului. 
În ciuda pierderilor de facto a mai multor provincii, juriștii medievali din Regatul Poloniei au pus bazele juridice ale unei revendicări asupra fostelor provincii care nu se mai aflau la începutul secolului al XIV-lea sub controlul polonez. Revendicarea se baza pe principiul conform căruia Corona Regni Poloniae și interesele statului polonez nu erau legate în mod strict de persoana monarhulu. Din această supoziție rezulta că niciun monarh nu putea renunța în numele Coroanei la pretențiile statului asupra teritoriilor care aparținuseră de-a lungul timpului regatului, sau care erau locuite de polonezi și nu se mai aflau sub controlul Poloniei. Dreptul de revendicare asupra acestor teritorii aparținea statului (Coroanei), care era din punct de vedere juridic aceste regiuni care fuseseră parte sau fuseseră dependente de Coroana Poloneză până la moartea lui Bolesław al III-lea în 1138. Unele teritorii au fost reunite cu Polonia în secolul al XV-lea – Pomerania, Mazovia și altele. De-a lungul timpului, toți regii  Rzeczpospolitei Polono-Lituaniene au trebuit să jure că vor face tot ce le stă în putință pentru recuperarea teritoriilor pierdute de-a lungul timpului. Această obligație a monarhului nu a încetat decât odată cu dispariția statului polonez în 1795.
Teritoriile Recuperate erau formate din mai multe regiuni:
- Cele care fuseseră parte ale statului polonez în timpul dinastiei Piaștilor
- Cele care nu aparținuseră Poloniei, dar fuseseră fiefuri ale Coroanei Poloniei până în secolele al XV-lea și al XVI-lea (Prusia Ducală).
- Teritorii care aparținuseră Poloniei până la Împărțirile Poloniei (regiuni din Prusia Ducală inclusiv Warmia, regiunile Piła, Wałcz șiZłotów, ocupate de Prusia după Primă împărțire a Poloniei din  1772 și  Gdańsk, Międzyrzecz și Wschowa, ocupate după A doua împărțire a Poloniei din 1793).

### Pomerania
Regiunile pomeraniene care au devenit parte a Teritoriilor Recuperate au fost sub stăpânirea poloneză în mai multe rânduri începând cu sfârșitul secolului al X-lea, când Mieszko I a cucerit controlul asupra celei mai mari părți a zonei. Fiul lui, Bolesław I, a avut controlul asupra unei bune părți a acestora. Tot el a înființat o episcopie în Kołobrzeg în 1000–1005/07, mai înainte ca să piardă din nou controlul asupra zonei. În ciuda încercărilor ducilor polonezi să recâștige controlul asupra Pomeraniei, doar Bolesław al III-lea a reușit ca, pe parcursul a mai multor campanii din 1116 – 1121, să atingă parțial obiectivul recuceririi regiunii. În ciuda misiunilor creștine din 1124 -1128, la moartea lui Bolesław în 1138, cea mai mare a Pomeraniei fusese din nou pierdută. De-a lungul următoarelor secole, regiunea Pomeraniei a fost germanizată, deși în zonă au mai rămas mici comunități slave sau poloneze. La începutul secolului al XX-lea, în Pomerania locuiau aproximativ 14.200 de persoane vorbitoare de poloneză, în special în regiunea estică, în apropierea graniței Prusiei Apusene, și aproximativ 300 de vorbitori de cașubă, dintr-o populație totală de aproape 1,7 milioane de locuitori. 

#### Gdańsk, Lębork și Bytów

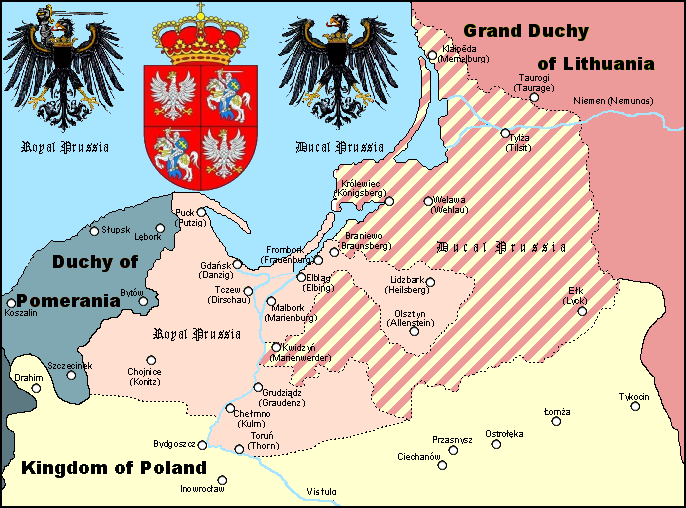
Prusia Ducală, fief al Coroanei Regatului Polonez, 1466-1657

Regiunea Pomerelia din extremitatea estică a Pomeraniei, care includea și orașul Gdańsk (Danzig), a fost condusă în secolele al XII-lea și al XIII-lea de Casa de Sobiesław (Samboriden), care a fost, cel puțin la început, mai apropiați de Regatul Poloniei decât fusese Casa de Griffin a Pomeraniei. După moartea lui  Mestwin al II-lea, ultimul reprezentat al Casei de  Sobiesław, regiunea a fost condusă pentru o scurtă perioadă de timp de regii Poloniei, care au trebuit să facă față însă pretențiilor Brandenburgului. Danzigul a trecut în 1308 sub controlul Statului Cavalerilor Teutoni. După semnarea Păcii de la Thorn din 1466, cea mai mare parte a regiunii a devenit parte a Prusiei Regale în cadrul Regatului Poloniei. Această stare de lucruri avea să înceteze doar după Împărțirea Poloniei din 1772 și 1793, când regiunea Danzigului a trecut sub controlul Regatului Prusiei. O mică regiune a Pomereliei de vest, Lauenburg și Bütow a fost oferită ducilor Pomeraniei, deși a rămas un fief polonez până la Prima împărțire a Poloniei. (O bună parte a Pomereliei a format așa-numitul Coridor Polonez în perioada interbelică, astfel nefiind inclusă în Teritoriile Recuperate). 

### Teritoriul Lubusz

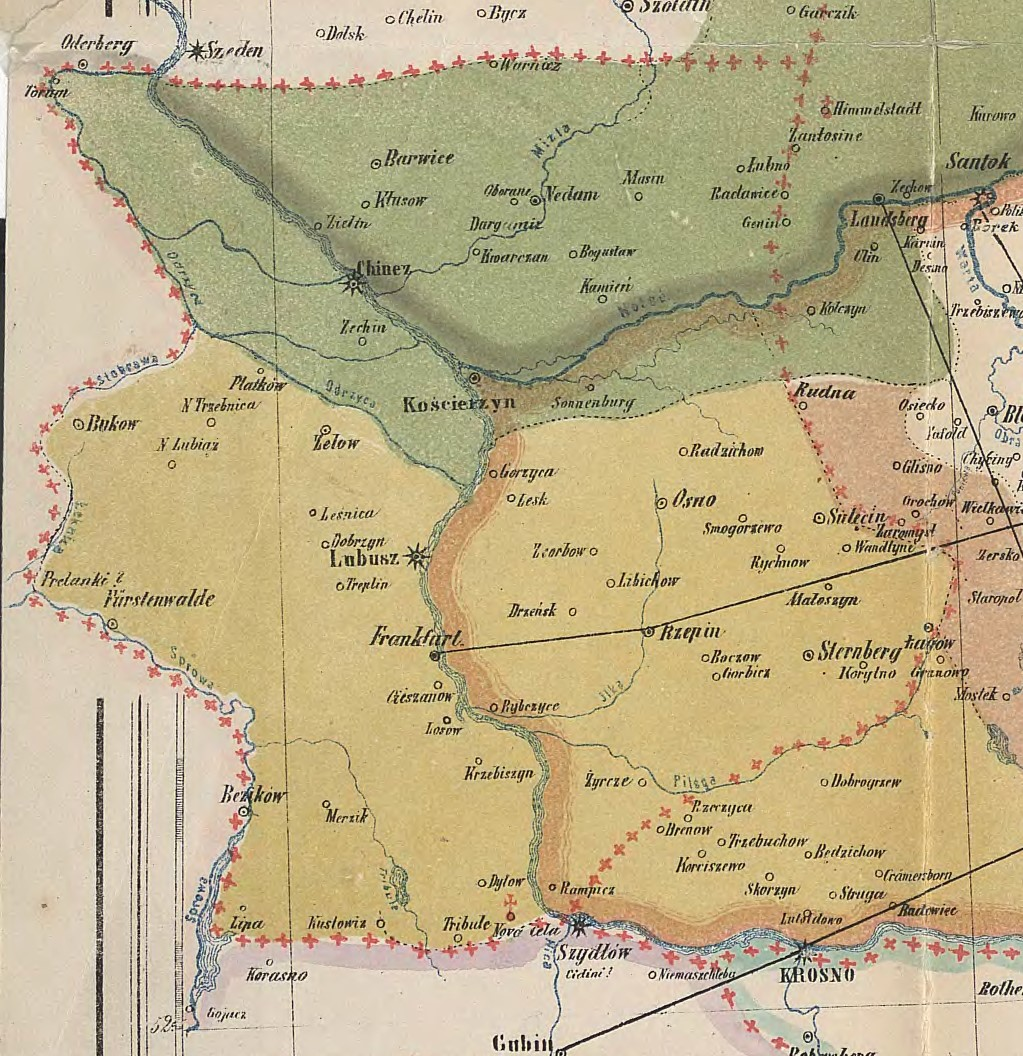
Teritoriul Lubusz în timpul Piaștilor (cu galben)

Teritoriul medieval al Lubuszului de pe ambele maluri ale Oderului până la valea râului Spree în vest, inclusiv orașul Lubusz, a fost parte a ducatului lui Mieszko. Polonia a pierdut Lubuszul atunci când  Bolesław al II-lea Rogatka a vândut regiunea margrafilor de Brandenburg în 1248. Episcopia Lebus a rămas în subordinea diocezei Gniezno până în 1424, când a trecut în subordinea episcopiei de Magdenburg. Voievodatul Lubusz al zilelor noastre cuprinde cea mai mare parte a Lubuszului medieval de la răsărit de Oder.

### Regiunile din Polonia Mare și  Kuyavia
O parte a Teritoriilor Recuperate la est de Regiunea Lubusz a făcut parte la un moment dat din provinciile poloneze Pomerielia și Polonia Mare, fiind pierdută în favoarea Prusiei în timpul primei împărțiri a Poloniei (partea Pomereliană) și cu ocazia celei de-a doua împărțiri (restul teritoriului). În timpul perioadei napoleoniene, teritoriile Poloniei Mari au făcut parte din Ducatul Varșoviei dar, după Congresul de la Viena, acestea au fost reocupate de Prusie, devenind parte a Marelui Ducat al Posenului, mai apoi transformată în Provincia Posen. După al doilea război mondial, părțile din Provincia Posen și Prusia Apuseană care nu au fost retrocedate celei de-a doua Republici Poloneze au fost administrate ca „Grenzmark Posen-Westpreußen” a Republicii de la Weimar până în 1938. 

### Silezia
Silezia a continuat să fie domnită de ducii Piasti de-a lungul secolului al XII-lea, în perioada fragmentării Poloniei. Reprezentanții casei Piastilor au continuat să păstreze controlul asupra regiunii sau a celei mai mari părți a sa până în secolul al XVII-lea, când ultimul duce de Legnica a murit în 1675. Primii coloniști germani au sosit în zonă la sfârșitul secolului al XII-lea, dar începutul colonizării germane la scară mare a fost declanșată la începutul secolului următor, în timpul domniei lui Henryk I Brodaty (cel Bărbos). În ciuda colonizării masive germane, vorbitorii de limbă poloneză erau încă majoritari în Silezia Superioară și în anumite zone din Silezia Inferioară și Mijlocie, la nord de râul Oder. Aici, germanii care au sosit în timpul Evului Mediu au fost supuși procesului de polonizare. Germanii erau etnia dominantă în marile orașe, iar polonezii erau majoritari în regiunile rurale. Teritoriile populate majoritar de polonezi în Silezia Inferioară și Mijlocie, care a fost descrisă până la sfârșitul secolului al XIX-lea drept „partea poloneză’’ au fost supuse unui proces intens de germanizare în secolele al XVIII-lea și al XIX-leam cu excepția unor regiuni de frontieră înguste din partea de nord-est Provincia a devenit parte a Regatului Boemiei în secolul al XIV-lea. Silezia a trecut sub controlul habsburgilor austrieci în 1526. Silezia a fost cucerită de Frederic cel Mare al Prusiei în 1742. O parte a Sileziei Superioare a revenit Poloniei după Primul Război Mondial, dar cea mai mare parte Sileziei a devenit parte a Teritoriilor Recuperate după 1945. 

### Varmia și Mazuria
Teritoriile nordice ale Varmiei și Mazuriei care au devenit parte a Teritoriilor Recuperate au fost în Evul Mediu fiefuri poloneze. Dacă inițial teritoriile au fost locuite de păgâni, ele au fost incorporate în Statul Cavalerilor Teutoni  in secolele al XIII-lea și al XIV-lea. După semnarea tratatului de la Toruń din 1466, o zonă din Varmia din jurul Lidzbark a revenit Poloniei ca parte a Prusiei Regale cu o largă autonomie. Restul regiunii Varmia-Mazuria din zilele noastre a devenit parte a Prusiei Ducale, care era, cel puțin din punct de vedere formal, fief al Poloniei. Regiunea a fost ocupată de Prusia după Prima împărțire a Poloniei în 1772. După Primul Război Mondial, teritoriile acestea au devenit parte a Prusiei Răsăritene, iar după Al Doilea Război Mondial, nordul Prusiei Răsăritene a fost ocupat de Uniunea Sovietică sub numele de Regiunea Kaliningrad, iar restul de către Polonia. 

## Originea și folosirea termenului

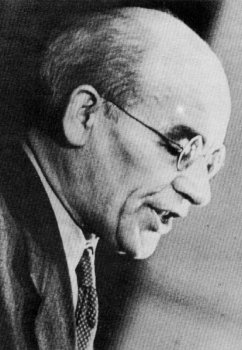
Władysław Gomułka, ministru comunist al Teritoriilor Recuperate

Termenul „Teritoriile Recuperate” a fost folosit pentru prima oară în mod oficial în Decretul Președintelui Republicii din 11 octombrie 1938 după anexarea regiunii Zaolzie prin forțea armelor. A devenit un termen al propagandei oficiale folosit extensiv după încheierea celei de-a doua conflagrații mondiale pentru denumirea fostelor teritorii germane care au fost transferate în conformitate cu Acordurile de la Potsdam Poloniei. Sublinierea conceptului urmărea să definească Polonia postbelică drept moștenitoarea domeniilor medievale ale Piaștilor, declarate ca fiind un stat omogen din punct de vedere etnic și ale cărui frontiere corespundeau cu cele postbelice. Prin comparație, Polonia Iagellonică, care ar fi fost un stat multietnic, era plasată mult mai spre est. Argumentul conform căruia acest teritoriu ar constitui „vechile pământuri poloneze” nu era nou, era un concept interbelic dezvoltat de cercurile de extremă dreaptă poloneze.
Unul dintre motivele pentru care conducerea Poloniei postbelice a favorizat dinastia Piaștilor mai mult decât pe cea a Iagellonilor a fost refuzul liderului sovietic I. V. Stanlin de a-și retrage granițele de pe Linia Curzon și disponibilitatea aliaților occidentali pentru „despăgubirea” Poloniei cu teritorii germane. Argumentul inițial al „compensațiilor” pentru cedarea unor teritorii germane în favoarea Poloniei au fost completate cu cel „istoric”, conform căruia ele constituiau de fapt foste teritorii poloneze. Dmitrow a afirmat că „în justificarea oficială pentru mutarea graniței, argumentul decisiv conform căruia el reprezenta o compensarea pentru pierderea jumătății estice ale teritoriului antebelic polonez în fața URSS, a fost considerat ca fiind păgubos și ascuns. În schimb, a fost adus în prim-plan o argumentație istorică cu dogma conform căruia Polonia s-a reîntors la «vechile pământuri Piaste»”. Orice obiecțiune la adresa deciziei aliaților și criticile la adresa rolului politicienilor polonezi la negocierile de la Potsdam au fost cenzurate.
De asemenea, Piaștii erau percepuți ca apărători ai Poloniei împotriva germanilor, în vreme ce Iagellonii, care s-au aflat într-un lung conflict cu Marele Cnezat al Moscovei, nu erau deloc potriviți pentru a fi amintiți în Polonia sub dominația sovietică. Republica Populară Polonă condusă de Partidul Muncitoresc Unit Polonez  (predecesorul Partidul Muncitoresc Unit Polonez) a sprijinit ca urmare ideea unei Polonii bazate pe vechile pământuri Piaste. Până în cele din urmă, problema Teritoriilor Recuperate a fost una dintre puținele subiecte care nu a provocat disensiuni între comuniștii polonezi și partidele de opoziție, facțiunile sprijinind în unanimitate trasarea granițelor de vest. Până și presa clandestină anticomunistă sprijinea frontierele „Piaste”, care ar fi pus capăt odată pentru totdeauna germanizării și politicii  „marșului spre răsărit”.
Autoritățile au făcut mari eforturi pentru prezentarea favorabilă a chestiunii Teritoriilor Recuperate, poziție sprijinită chiar și de biserica romano-catolică poloneză. Știința istoriei a fost pusă în slujba demonstrării justeței alipirii teritoriilor. În 1945, a fost creat „Instytut Zachodni” (Institutului Vestic]] pentru coordonarea activităților științifice. Directorul acestuia, Zygmunt Wojciechowski, a caracterizat misiunea sa drept un efort pentru redescoperirea istoriei poloneze a regiunii și să proiecteze realitatea poloneză a vremii asupra contextului istoric. Istoricii, arheologii, lingviștii și etnologii au lucrat în cadrul unor echipe interdisciplinare pentru legitimarea noilor frontiere. Rezultatele cercetărilor lor au fost popularizate în monografii, periodice, manuale școlare, ghiduri de călătorie, expoziții și emisiuni radio. Au fost desenate hărți care demonstrau că frontierele poloneze în timpul primilor principi Piaști se suprapuneau peste cele postbelice. Istoricul britanic Norman Davies subliniază că generația postbelică a fost educată să creadă că frontierele Poloniei socialiste erau cu cele în cadrul cărora națiunea poloneze s-a dezvoltat de-a lungul secolelor. Mai mult chiar, tinerii au fost educați în spiritul ideii conform căreia „Patria Mamă Poloneză” a existat întotdeauna pe aceeași locație, chiar și când a fost ocupată pentru lungi perioade de timp de forțe străine, indiferent de schimbările frontierelor de-a lungul timpurilor. Punctul de vedere oficial susținea că polonezi au avut dintotdeauna dreptul inalienabil să locuiască Teritoriile Recuperate, chiar dacă puterile străine i-au împiedicat să-și exercite aceste drepturi. Ca urmare, „conceptul Piast” a fost acceptat de milioane de polonezi și este în continuare acceptat de numeroși polonezi în zilele noastre. Mai mult chiar, „conceptul Piast” a fost utilizat pentru convingerea Puterilor Aliate, care găseau relativ complicată definirea unui „teritoriu etnografic” polonez, să accepte că ar fi fost profund nedrept să nu „retrocedeze teritoriile”.
Datorită faptului că Teritoriile Recuperate au fost sub dominația germană sau prusacă pentru mai multe secole, multe dintre evenimentele petrecute aici au fost considerate în Polonia postvelică parte ale unei istorii „străine” și nu a uneia „locale”. Cercetătorii polonezi s-au concentrat prin urmare asupra aspectelor poloneze ale istoriei și culturii acestor teritorii: istoria medievală Piastă a regiunii, legăturile culturale, politice și economice cu Polonia, istoria populației de etnie poloneză din Prusia și politica „Drang nach Osten”, considerată a constantă încă din timpurile medievale.
După 1949, termenul „Teritoriile Recuperate” nu a mai fost folosit de propaganda oficială poloneză, dar mai este folosit în mod ocazional în vorbirea curentă. Plecând de la ideea că aceste teritorii nu trebuie considerate ca fiind speciale în cadrul statului polonez, autoritățile au început să se refere la ele ca „Teritoriile Apusene și Nordice”. Istoricii Wolff și Cordell afirmă că, alături de ridiculizarea istoriografiei comuniste, „teza «teritoriilor recuperate» [...] a fost abandonată” și „este admis în  mod liber în anumite cercuri că toate «teritoriile recuperate» au în întregime un caracter german”, dar acest punct de vedere nu a fost comunicat întregii societăți poloneze. Termenul „Teritoriile Recuperate” a fost folosit de asemenea și în afara granițelor Poloniei. În 1962,  Papa Ioan al XXIII-lea a numit aceste teritorii ca „teritoriile apusene recuperate după secole” și nu și-a revizuit declarația nici chiar sub presiunea ambasadei germane. Termenul este încă socotit util, datorită continuității existenței unei minorități poloneze, vizibilă încă în 1945, de către anumiți oameni de știință precum Krzysztof Kwaśniewski..
După încheierea celei de-a doua conflagrații mondiale, Uniunea Sovietică a anexat teritoriile poloneze estice și a încurajat colonizarea populației poloneze de aici în vest. În cadrul acestei campanii, sovieticii au afișat postere în toate locurile publice cu mesaje care promiteau o viață mai bună în vestul Poloniei.

## Polonizarea Teritoriilor Recuperate

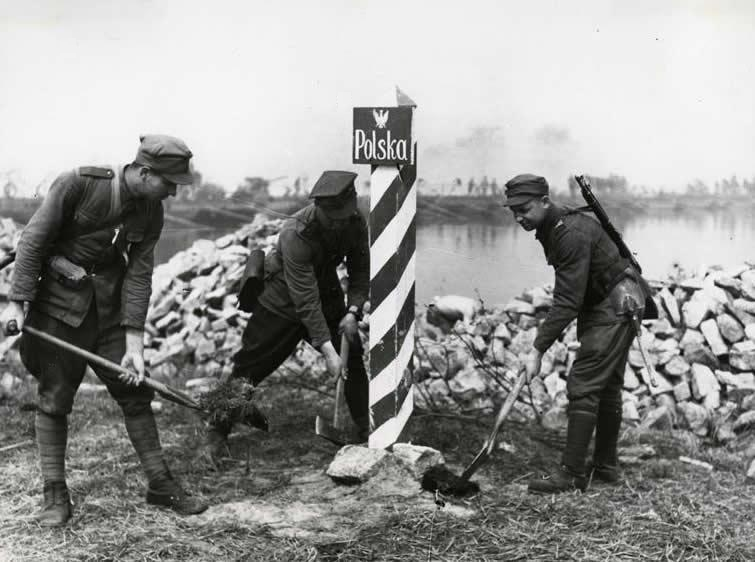
Marcarea noii graniţe polono-germane pe linia Oder-Neisse în 1945

În paralel cu fondarea Republicii Populare Poloneze și proclamarea ei ca moștenitoare a Piaștilor, populația țării trebuia redistribuită pentru a ocupa noul teritoriu. După cedarea către Uniunea Sovietică a teritoriilor estice (Kresy), Polonia a fost mutată efectiv spre vest, iar suprafața ei a fost redusă cu aproximativ 20% (de la 389.000 km² la 312.000 km²). Milioane de cetățeni care nu erau de etnie poloneză – în special germani din Teritoriile Recuperate, dar și un număr de ucraineni din răsărit – au fost declarați indezirabili și au trebuit să fie expulzați din noua Polonie și, în paralel, un mare număr de polonezi au trebuit să fie transferați după ce au fost expulzați din Kresy. Expulzații polonezi au fost etichetați drept „repatriați”. Ca urmare a avut loc cel mai mare schimb de populație din istoria europeană. Proclamarea noilor regiunilor vestice și nordice ca fiind „teritorii ale Piaștilor recuperate” a fost folosită pentru convingerea coloniștilor polonezi și a „repatriaților” să se organizeze în comunități solide, loiale noului regim și pentru justificarea expulzării locuitorilor germani. Exceptată de la expulzare a fost comunitatea „autohtonilor”, care număra aproximativ trei milioane de locuitori de origine slavă din Mazuria (mazurieni), Pomerania (cașubi), și Silezia Superioară (silezieni). 
Guvernul polonez a urmărit să oprească câți  mai mulți „autohtoni” din motive propagandistice, de vreme ce prezența lor în fostele teritorii germane era folosită pentru demonstrarea caracterului polonez intrinsec al regiunii. Au fost inițiate procese de „verificare” și „reabilitare națională” pentru redescoperirea „caracterului polonez adormit” și pentru determinarea celor care meritau să primească cetățenia poloneză. Până în cele din urmă, și din rândul acestor autohtoni au existat persoane care au fost expulzate. „Autohtonii” nu doar că nu au privit cu simpatie procesele subiective și de multe ori arbitrare de verificare, dar au devenit victime ale discriminării și agresiunilor chiar și după ce au trecut de ele, de exemplu prin polonizarea numelor lor. În regiunea Lubusz (fostul Brandenburg Răsăritean), autoritățile locale au recunoscut deja în 1948 că ceea ce guvernul de la Varșovia denumea „autohtoni” polonezi recuperați erau în fapt coloniști germanizați, așezați în regiune în secolele al XIX-lea și al XX-lea, cu excepția unui singur sat, Babimost, aflat în imediata apropiere a fostei granițe.

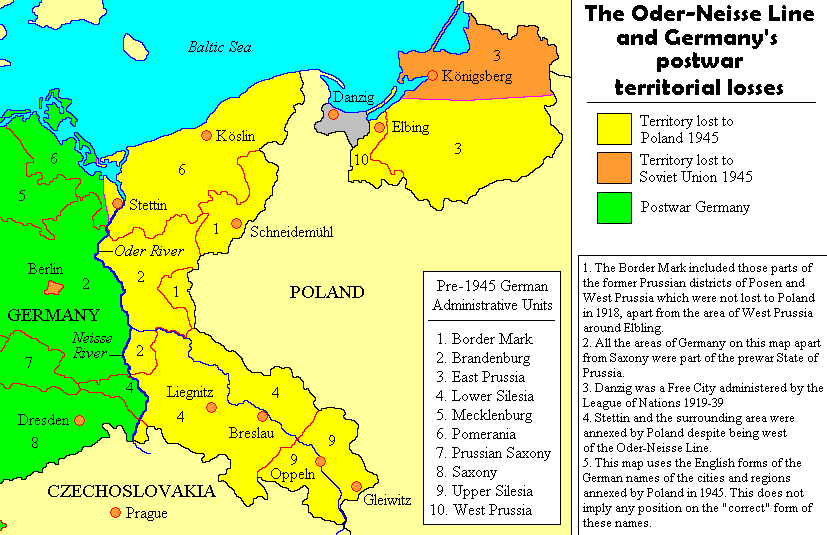
Fostele teritorii germane și împărţirea administrativă (cu galben)
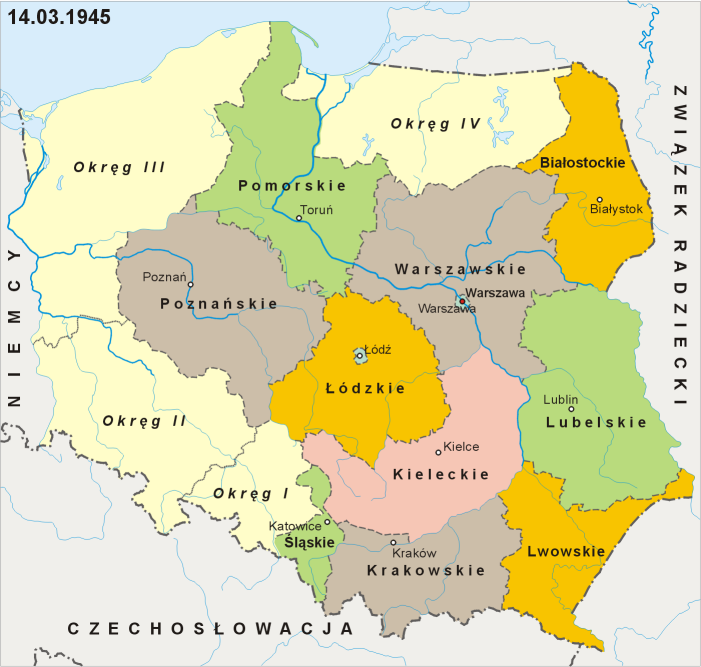
Proiect al administraţiei poloneze (Okreg I-IV), martie 1945
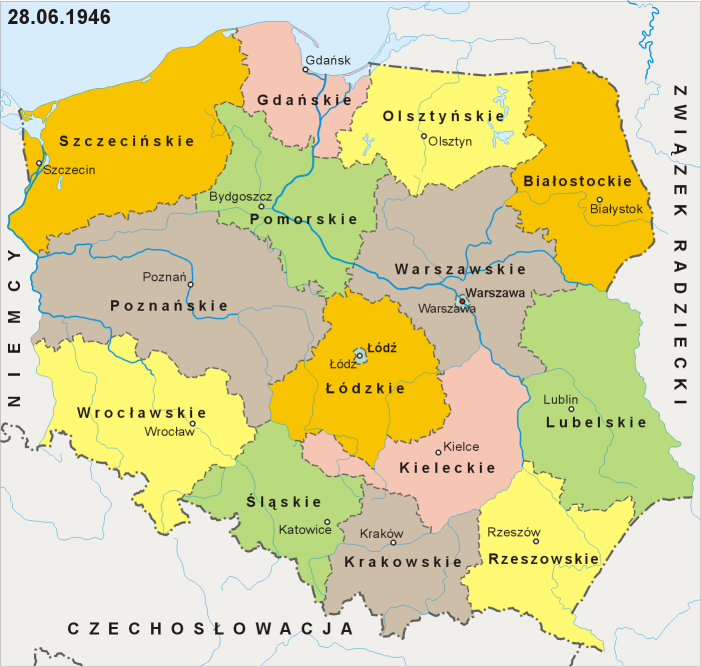
Integrarea teritoriilor în voievodatele Poloniei în iunie  1946

### Îndepărtarea germanilor și a urmelor de locuire germană
După expulzarea brutală a germanilor, polonezii au încercat să șteargă urmele istoriei și culturii germanilor.
Teritoriile Recuperate mai erau încă locuite după deportări de un număr relativ important de germani. Guvernul polonez a creat Ministerul Teritoriilor Recuperate condus de vicepremierul Władysław Gomułka. Expulzările și colonizările au căzut în sarcina „Biroului pentru Repatriere”. În conformitate cu rezultatele recensământului din 14 februarie 1946, populația Poloniei mai cuprindea încă 2.288.000 de germani, din care 2.075.000, adică 91%, locuiau în Teritoriile Recuperate. În 1946, germanii reprezentau încă peste 41% din populația acestor regiuni. Până în 1950, populația germană a scăzut la 200.000 de locuitori, pentru ca în 1957 să mai trăiască în Polonia doar 65.000 de germani. Expulzarea germanilor din Teritoriile Recuperate în primii ani după încheierea războiului a prefigurat o campanie amplă de îndepărtare a dovezilor controlului german asupra regiunii .
Peste 3.000 de toponime germane au fost înlocuite cu unele poloneze , slave medievale. În acest proces au fost folosite numele slave sau poloneze de dinainte de germanizare, sau în cazul în care astfel de nume nu erau disponibile, s-a trecut la traducerea denumirilor germane sau pur și simplu la inventarea unor denumiri noi. În ianuarie 1946 a fost înființat „Comitetul pentru Determinarea Toponimelor”. Predarea în limba germană a fost interzisă în școlile publice, mijloacele de informare în masă controlate de guvern și în biserică. Numeroase monumente germane, cimitire, clădiri sau ansambluri întregi de clădiri au fost demolate. Comori artistice germane din Teritoriile Recuperate au fost mutate în alte regiuni  ale țării. Inscripțiile germane au fost șterse, inclusiv cele de pe obiectele de cult, atât în biserici cât și în cimitire. În regiunea Lubusz au fost organizate „întreceri socialiste” pentru identificarea și distrugerea ultimelor urme ale istoriei germane.

### Colonizarea Teritoriilor Recuperate
Recensământul german din 1939 dădea pentru zona care avea să devină Teritoriile Recupeate o cifră de 8.855.000 locuitori, inclusiv o minoritate poloneză în regiunea extrem estică. În vreme ce recensământul german stabilea numărul vorbitorilor de poloneză și a persoanelor bilingve care stăpâneau și poloneza la mai puțin de 700.000 de locuitori, demografii polonezi au estimat că numărul real al polonezilor din estul fostei Germanii se ridica între 1.200.000 și 1.300.000 de oameni. Astfel, aproximativ 850.000 de polonezi s-ar fi aflat în Silezia Superioară, 350.000 în Prusia Răsăriteană și peste 50.000 în restul teritoriilor.
Locuitori din întreaga Polonie s-au mutat rapid în locul germanilor care părăseau zona, într-un proces paralel cu expulzările. Primii locuitori noi au sosit în martie 1945. Acești coloniști au preluat fermele și satele în apropierea frontierei antebelice chiar în timp ce Armata Roșie avansa. În afară de coloniști, unii polonezi au plecat în expediții de jaf, care au afectat în scurtă vreme întreg teritoriu cedat de Germania. Pe 30 martie 1945 a fost înființat Voievodatul Gdansk, prima unitate administrativă poloneză din Teritoriile Recuperate. În vreme ce germanii erau arestați și expulzați, aproximativ 5 milioane de coloniști au fost fie atrași ori mutați cu forța în regiue între 1945 și1950. Încă 1.104.000 locuitori au declarat că sunt de naționalitate poloneză și au primit permisiunea să rămână în regiune.(851.000 dintre acești în Silezia Superioară), ceea ce a făcut ca numărul polonezilor să se ridice la 5.894.600 în 1950. Coloniștii pot fi grupați după proveniența și trecutul lor:
- coloniștii din Polonia Centrală, care s-au mutat de bună voie în zonă (majoritatea)[52]
- polonezi care au fost eliberați din lagărele de muncă din Germania Nazistă (până la 2 milioane)[52][54]
- așa numiții  „repatriați”, polonezi expulzați din regiunea de la est de noua frontieră polono-sovietică, care au fost colonizați în principal în Teritoriile Recuperate. Ei au format până la 26% din populația zonei, (până la 2 milioane de oameni) [52][54]
- cetățeni de altă etnie decât cea poloneză, mutați în cadrul Operațiunii Vistula în 1947. Un mare număr de ucraineni au fost mutați forțat din sud-estul Poloniei într-o încercare a guvernului comunist de dispersare a acelora care nu fuseră deja expulzați în URSS pe întreg teritoriul intrat de curând sub controlul Varșoviei. Belarușii din regiunea Białystok au fost și ei ținta relocării în fostele teritorii germane. Împrăștierea membrilor grupurilor etnice minoritare în întreaga țară a fost o încercare a autorităților poloneze de distrugere a identității etnice a unor grupuri precum ucrainenii, belarușii și lemkieni[55], de rupere a vecinătăților și a coumunicarii dintre membrii etniilor respective, obiectivul pe termen lung fiind asimilarea acestora în majoritatea poloneză.
- zeci de mii de evrei supraviețuitori ai Holocaustului, cei mai mulți „repatriați” din răsăritul Polonei. Cei mai mulți dintre ei au fost mutați în Silezia Inferioară, unde au format cooperative și instituții poloneze. Cele mai mari comunități evreiești au fost formate în Wrocław, Szczecin, și Wałbrzych[56]. Până la urmă, cei mai mulți dintre acești evrei au părăsit Polonia în 1968.

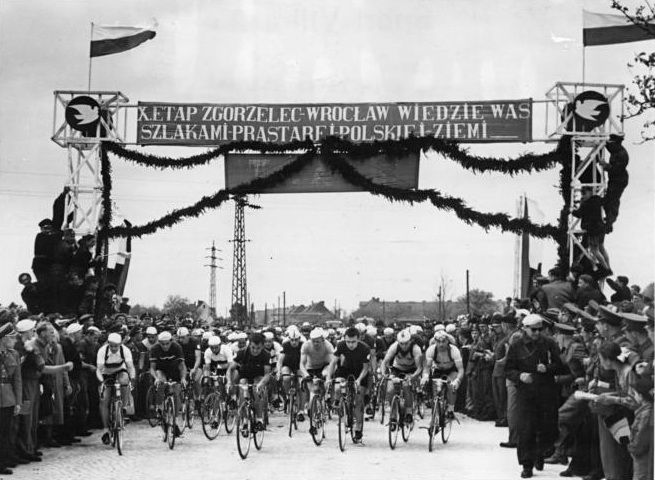
„Etapa a X-a, Zgorzelec - Wrocław, vă conduce prin teritoriile vechi poloneze”. Fotografie din timpul Cursei Păcii din 1955

Autoritățile poloneze și sovietice i-au încurajat pe polonezi să se mute în vest, în teritoriile unei noi șanse. Aceste noi teritorii au fost descrise ca fiind un loc unde sate bogate abandonate de germanii care au fugit așteptau noi locuitori. Noii locuitori erau așteptați de case complet mobilate și de afaceri care trebuiau doar să fie puse pe picioare. În fapt, întreaga regiune fusese devastată de război, infrastructura fusese distrusă în cea mai mare parte. Zona era afectată de o rată foarte ridicată a criminalității, iar autoritățile au avut nevoie de mai mulți ani pentru ca să pună capăt atacurilor bandelor de răufăcători. 
În 1970, populația poloneză din Teritoriile de Nord și de Vest a atins nivelul din perioada antebelică ((8.711.900 în 1970 față de 8.855.000 în 1939). În același an, populația Poloniei ca tot a atins nivelul antebelic (23.930.100 în 1970 față de 23.483.000 în 1939).
În vreme ce numărul estimat al germanilor care au rămas în Polonia variază funcție de sursă, populația germană a continuat să migreze spre Germania chiar și după încheierea expulzărilor. În perioada 1956 – 1985, 407.000 germani din Silezia și aproximativ 100.000 din Varmia – Mazuria s-au declarat de etnie germană și au migrat în Germania. La începutul ultimului deceniu al secolului trecut, după prăbușirea regimului comunist, între 300.000 și 350.000 de polonezi au declarat că sunt de etnie germană.
În zilele noastre, populația regiunilor în discuție este în mod majoritar de etnie poloneză, deși mai există o minoritate germană redusă numeric în Olsztyn, Mazuria și Silezia Superioară. 

## Rolul jucat de Teritoriile Recuperate în cucerirea puterii politice de către comuniști
Guvernul comunist, care nu era un executiv rezultat al unor alegeri democratice, a căutat să se legitimeze prin propaganda antigermană. Amenințarea germană a fost folosită ca armă pentru prezentarea comuniștilor drept singurii capabili să apere „Teritoriile Recuperate”. Gomułka a afirmat că: 
 „Teritoriile apusene sunt unul dintre motivele pentru care guvernul are sprijinul poporului. Aceasta neutralizează diverse elemente și adună oamenii împreună. Expansiunea spre vest și reforma agricolă va lega națiunea de stat. Orice retragere va slăbi poziția noastră de acasă”. 
. Distribuirea „proprietăților fără stăpân” către coloniștii polonezi i-a adus regimului o largă simpatie populară.

După încheierea celei de-a două conflagrații mondiale, Uniunea Sovietică a anexat teritoriul polonez  Kresy, aflată la vest de Linia Curzon și a încurajat emigrarea minorității etnice poloneze sau a forțat plecarea acesteia spre vest. În cadrul unei campanii ample,autoritățile sovietice au expus numeroase afișe în locuri publice cu mesaje precum
| “ | Teritoriile apusene. Eldorado. Soldații polonezi au eliberat foarte vechile teritorii poloneze în bătălii sângeroase. Teritorii poloneze pentru Polonia. 5.000 de camioane sunt disponibilie pentru aducerea coloniștilor spre apus | ” |

## Statul legal al teritoriilor
În timpul Războiului Rece, foștii aliați occidentali din Al Doilea Război Mondial au susținut că documentul Conferinței de la Potsdam nu era un tratat internațional, ci cel mult un memorandum. Acesta a încercat să rezolve problema graniței estice a Germaniei, care era Linia Oder-Neisse, dar articolul final al memorandumului stipula că statutul final al statului German și prin urmare a teritoriilor sale era subiectul unui tratat separat de pace dintre Germania și Aliați. În perioada 1945 – 1990, Polonia a semnat două tratate cu cele două state germane prin care s-a urmărit reglementarea situației granițelor germano-poloneze. Republica Populară Polonă și  Republica Democrată Germană au semnat în 1950 Tratatul de la Zgorzelec prin care Linia Oder-Neisse era recunoscută în mod oficial drept frontieră dintre cele două state, fiind problamată de autoritățiel comuniste „Frontiera Păcii și Prieteniei” . Pe 7 decembrie 1970 a fost semnat Tratatul de la Varșovia dintre Republica Federală Germania și Polonia cu privire la frontiera vestică a celei din urmă. Părțile semnatare acceptau existența „de facto” a frontierei de pe Linia Oder-Neisse. Un tratat final nu a fost semnat până în 1990. Până la semnarea de către partea germană a „Tratatului reglementărilor finale”, guvernul acestei țări a considerat că statutul „Teritoriilor Recuperate” era acela al unor zone aflate „temporar sub administrație poloneză sau sovietică”. Politicienii germani au hotărât să recunoască „realitatea de pe teren” pentru ca Reunificarea Germaniei să fie acceptată internațional. Prin acceptarea clauzelor Tratatului reglementărilor finale, Germania a renunțat la orice pretenție asupra teritoriilor le est de Linia Oder-Neisse. Odată acceptată această prevedere, tratatul a fost negociat rapid iar unificarea Germaniei de Vest și a celei Răsăritene s-a făcut fără piedici. 
Tratatul reglementărilor finale a avut o prevedere care a impus Germaniei să semneze un tratat separat cu Polonia cu privire la recunoașterea reciprocă a granițelor. Tratatul de frontieră germano-polonez a fost semnat în 1990.
Semnarea și ratificarea tratatului de frontieră dintre Germania și Polonia a reprezentat din punct de vedere al dreptului internațional recunoașterea granițelor existente și renunțarea de către partea germană la orice pretenție teritorială. 

## Nore
1. ↑  pl  Juliusz Bardach, Bogusław Leśnodorski, Michał Pietrzak (2001).  Lexis Nexis, ed. Historia Ustroju i Prawa Polskiego. Warszawa. p. :85–86. ISBN 83-88296-02-7.
2. ↑  Hugo Weczerka, Handbuch der historischen Stätten: Schlesien, 2003, p. XXXVI, ISBN 3-520-31602-1
3. ↑  M. Czapliński [in:] M. Czapliński (red.) Historia Śląska, Wrocław 2007, p. 290.
4. ↑  Ernst Badstübner, Dehio - Handbuch der Kunstdenkmäler in Polen: Schlesien, 2003, p. 4, ISBN 3-422-03109-X
5. ↑  Dziennik Ustaw 1938 no. 78 item 533.
6. ↑  O notă explicativă din "The Neighbors Respond: The Controversy Over the Jedwabne Massacre in Poland", ed. by Polonsky and Michlic, p.466
7. ↑  Joanna B. Michlic, Poland's Threatening Other: The Image of the Jew from 1880 to the Present, 2006, pp.207-208, ISBN 0-8032-3240-3, ISBN 978-0-8032-3240-2
8. ↑  Norman Davies, God's Playground: A History of Poland in Two Volumes, 2005, pp.381ff, ISBN 0-19-925340-4, ISBN 978-0-19-925340-1
9. 1 2 3 4 5 6 7 8  Geoffrey Hosking, George Schopflin, Myths and Nationhood, 1997, p.153, ISBN 0-415-91974-6, ISBN 978-0-415-91974-6
10. ↑  Jan Kubik, The Power of Symbols Against the Symbols of Power: The Rise of Solidarity and the Fall of State Socialism in Poland, 1994, pp.64-65, ISBN 0-271-01084-3, ISBN 978-0-271-01084-7
11. ↑  Jan Kubik, The Power of Symbols Against the Symbols of Power: The Rise of Solidarity and the Fall of State Socialism in Poland, 1994, pp.65, ISBN 0-271-01084-3, ISBN 978-0-271-01084-7
12. 1 2  Alfred M. De Zayas, Nemesis at Potsdam, p.168
13. ↑  Zimniak, Pawel (2007). „Im Schatten des Zweiten Weltkrieges. Machtverhältnisse und Erinnerungsinteressen beim Umgang mit dem Deprivationsphänomen in der deutsch-polnischen Öffentlichkeit”.  În Glunz, Claudia; Pełka, Artur; Schneider, Thomas F. Information Warfare. Osnabrück/Göttingen: University of Osnabrück/V&R unipress. pp. 547–562; 556. ISBN 3-89971-391-5.
14. 1 2 3 4  Dmitrow, Edmund (2000). „Vergangenheitspolitik in Polen 1945-1989”.  În Borodziej, Wlodzimierz; Ziemer, Klaus. Deutsch-polnische Beziehungen 1939 - 1945 - 1949. Osnabrück. pp. 235–264; 250. As cited by Zimniak, Pawel (2007). „Im Schatten des Zweiten Weltkrieges. Machtverhältnisse und Erinnerungsinteressen beim Umgang mit dem Deprivationsphänomen in der deutsch-polnischen Öffentlichkeit”.  În Glunz, Claudia; Pełka, Artur; Schneider, Thomas F. Information Warfare. Osnabrück/Göttingen: University of Osnabrück/V&R unipress. pp. 547–562; 556, 562. ISBN 3-89971-391-5.
15. 1 2 3  Rick Fawn, Ideology and national identity in post-communist foreign policies, 2003, p.190, ISBN 0-7146-5517-1, ISBN 978-0-7146-5517-8
16. 1 2  Joanna B. Michlic, Poland's Threatening Other: The Image of the Jew from 1880 to the Present, 2006, p.208, ISBN 0-8032-3240-3, ISBN 978-0-8032-3240-2
17. 1 2  Jan Kubik, The Power of Symbols Against the Symbols of Power: The Rise of Solidarity and the Fall of State Socialism in Poland, 1994, p.65, ISBN 0-271-01084-3, ISBN 978-0-271-01084-7
18. ↑  Redrawing Nations: Ethnic Cleansing in East-Central Europe 1944-1948 By Philipp Ther, Ana Siljak Page 81
19. ↑  Gregor Thum, Die fremde Stadt. Breslau nach 1945", 2006, pp.287, ISBN 3-570-55017-6, ISBN 978-3-570-55017-5
20. ↑  Gregor Thum, Die fremde Stadt. Breslau nach 1945", 2006, pp.282, ISBN 3-570-55017-6, ISBN 978-3-570-55017-5
21. ↑  Gregor Thum, Die fremde Stadt. Breslau nach 1945", 2006, pp.281, ISBN 3-570-55017-6, ISBN 978-3-570-55017-5
22. ↑  Gregor Thum, Die fremde Stadt. Breslau nach 1945", 2006, pp.283, ISBN 3-570-55017-6, ISBN 978-3-570-55017-5
23. 1 2  Norman Davies, God's Playground: A History of Poland in Two Volumes, 2005, pp.386, ISBN 0-19-925340-4, ISBN 978-0-19-925340-1
24. ↑  Norman Davies, God's Playground: A History of Poland in Two Volumes, 2005, p.393, ISBN 0-19-925340-4, ISBN 978-0-19-925340-1
25. ↑  Gregor Thum, Die fremde Stadt. Breslau nach 1945", 2006, p.281, ISBN 3-570-55017-6, ISBN 978-3-570-55017-5
26. 1 2  Gregor Thum, Die fremde Stadt. Breslau nach 1945", 2006, p.298, ISBN 3-570-55017-6, ISBN 978-3-570-55017-5
27. ↑  Martin Åberg, Mikael Sandberg, Social Capital and Democratisation: Roots of Trust in Post-Communist Poland and Ukraine, Ashgate Publishing, Ltd., 2003, ISBN 0-7546-1936-2, Google Print, p. 51
28. ↑  Karl Cordell, Stefan Wolff, Germany's Foreign Policy Towards Poland and the Czech Republic: Ostpolitik Revisited, 2005, p.139: "In addition [...] it has been relatively easy for Polish historians and others to attempt to debunk communist historiography and present a more balanced analysis of the past - and not only with respect to Germany. It has been controversial, and often painful, but nevertheless it has been done. For example, Poland's acquisition in 1945 of eastern German territories is increasingly presented as the price Germany paid for launching a total war, and then having lost it totally. The 'recovered territories' thesis previously applied in almost equal measures by the communists and Catholic Church has been discarded. Some circles freely admit that on the whole, 'the recovered territories' in fact had a wholly German character. The extent to which this fact transmitted to groups other than the socially and politically engaged is a matter of debate. " ISBN 0-415-36974-6, ISBN 978-0-415-36974-9
29. ↑  Krzysztof Kwaśniewski, Smutek anegdot, 2010, p.93, ISBN 978-83-86944-75-0, also his previous work Adaptacja i integracja kulturowa ludności Śląska po drugiej wojnie światowej 1969
30. ↑  Norman Davies and Roger Moorhouse: Die Blume Europas. Breslau, Wrocław, Vratislavia. Die Geschichte einer mitteleuropäischen Stadt. Munich 2002, ISBN 3-426-27259-8, pp. 533-534.
31. ↑  Paczkowski, Andrzej (2003). The Spring Will Be Ours: Poland and the Poles from Occupation to Freedom. translation Jane Cave. Penn State Press. p. 14.
32. ↑  Martin Åberg, Mikael Sandberg, Social Capital and Democratisation: Roots of Trust in Post-Communist Poland and Ukraine, Ashgate Publishing, Ltd., 2003, ISBN 0-7546-1936-2, Google Print, p.79
33. 1 2  Tomasz Kamusella in Prauser and Reeds (eds), The Expulsion of the German communities from Eastern Europe, p.28, EUI HEC 2004/1  Arhivat în 1 octombrie 2009, la Wayback Machine.
34. ↑  Philipp Ther, Ana Siljak, Redrawing Nations: Ethnic Cleansing in East-Central Europe, 1944-1948, 2001, p.114, ISBN 0-7425-1094-8, ISBN 978-0-7425-1094-4
35. ↑  Gregor Thum, Die fremde Stadt. Breslau nach 1945", 2006, pp.363, ISBN 3-570-55017-6, ISBN 978-3-570-55017-5
36. ↑  Curp, T. David (2006). A clean sweep?: the politics of ethnic cleansing in western Poland, 1945-1960. Boydell & Brewer. pp. 84–85. ISBN 1-58046-238-3. Accesat în 4 august 2009.
37. ↑  Pomocnik Historyczny POLITYKI - "Prusy - wzlot i upadek" 137 16.03.2012
38. 1 2  Karl Cordell, Andrzej Antoszewski, Poland and the European Union, 2000, p.167, ISBN 0-415-23885-4, ISBN 978-0-415-23885-4
39. ↑  Sakson, Andrzej. „National minorities in northern and western Poland” (PDF). Arhivat din original (PDF) la 9 iunie 2015. Accesat în 21 decembrie 2009.
40. 1 2 3  Curp, T. David (2006). A clean sweep?: the politics of ethnic cleansing in western Poland, 1945-1960. Boydell & Brewer. p. 83. ISBN 1-58046-238-3. Accesat în 4 august 2009.
41. 1 2 3 4  Dan Diner, Raphael Gross, Yfaat Weiss, Jüdische Geschichte als allgemeine Geschichte, p.164
42. ↑  Gregor Thum, Die fremde Stadt. Breslau nach 1945", 2006, p.344, ISBN 3-570-55017-6, ISBN 978-3-570-55017-5
43. 1 2  Tomasz Kamusella and Terry Sullivan in Karl Cordell, Ethnicity and Democratisation in the New Europe, 1999, pp.175ff, ISBN 0-415-17312-4, ISBN 978-0-415-17312-4
44. ↑  Gregor Thum, Die fremde Stadt. Breslau nach 1945", 2006, p.344, 349, ISBN 3-570-55017-6, ISBN 978-3-570-55017-5
45. ↑  Jun Yoshioka: Imagining Their Lands as Ours: Place Name Changes on Ex-German Territories in Poland after World War II
46. ↑  Marek Zybura, Impressionen aus der Kulturlandschaft Schlesien, Band 3, Der Umgang mit dem deutschen Kulturerbe in Schlesien nach 1945", 2005, p.65, ISBN 3-935330-19-7
47. ↑  Gregor Thum, Die fremde Stadt. Breslau nach 1945", 2006, p.520, ISBN 3-570-55017-6, ISBN 978-3-570-55017-5
48. 1 2 3 4 5 6  Piotr Eberhardt, Jan Owsinski, Ethnic Groups and Population Changes in Twentieth-century Central-Eastern Europe: History, Data, Analysis, 2003, pp.142ff, ISBN 0-7656-0665-8, ISBN 978-0-7656-0665-5
49. ↑  Wojciech Roszkowski "Historia Polski 1918-1997" page 157
50. 1 2 3  Curp, T. David (2006). A clean sweep?: the politics of ethnic cleansing in western Poland, 1945-1960. Boydell & Brewer. p. 42. ISBN 1-58046-238-3. Accesat în 4 august 2009.
51. ↑  Roos, Hans (1966). A history of modern Poland: from the foundation of the State in the First World War to the present day. Knopf. Accesat în 4 august 2009.
52. 1 2 3 4 5  Karl Cordell, Andrzej Antoszewski, Poland and the European Union, 2000, p.168, ISBN 0-415-23885-4, ISBN 978-0-415-23885-4: „aproximativ 4,55 milioane anual”
53. ↑  Piotr Eberhardt, Jan Owsinski, Ethnic Groups and Population Changes in Twentieth-century Central-Eastern Europe: History, Data, Analysis, 2003, p.142: „aproximativ 4,79 milioane în 1950”, ISBN 0-7656-0665-8, ISBN 978-0-7656-0665-5
54. 1 2  Dierk Hoffmann, Michael Schwartz, Geglückte Integration?, p.142
55. ↑  Thum, p.129
56. ↑  Selwyn Ilan Troen, Benjamin Pinkus, Merkaz le-moreshet Ben-Guryon, Organizing Rescue: National Jewish Solidarity in the Modern Period, pp.283-284, 1992, ISBN 0-7146-3413-1, ISBN 978-0-7146-3413-5
57. ↑  Aleksander Kochański, Protokół obrad KC PPR w maju 1945 roku , Dokumenty do dziejów PRL, 1 (Warsaw: Instytut Studiów Politycznych PAN), 1992.
58. ↑  Norman Davies and Roger Moorhouse: Die Blume Europas. Breslau, Wrocław, Vratislava. Die Geschichte einer mitteleuropäischen Stadt. Droemer, Munich 2002, ISBN 3-426-27259-8, pp. 533-534
59. ↑  „Why is the Oder-Neiße Line a Peace Border? (1950)”. Arhivat din original la 14 octombrie 2012. Accesat în 22 martie 2013.